# Acodato
Der Acodato (im Oberlauf Webanahi) ist ein Fluss im nördlichen Zentraltimor. Er entspringt im indonesischen Distrikt Osttasifeto und fließt in Richtung Norden, wo er auf die Grenze zwischen Indonesien und Osttimor trifft, die er weiter nach Norden folgt, bis er schließlich in die Sawusee mündet. Hier befinden sich der indonesische Ort Motaain am Westufer und sein osttimoresisches Pendant Mota’ain (deutsch Flussmündung) am Ostufer. Über den Fluss führt der wichtigste Grenzübergang zwischen beiden Ländern.